# Serrinha (Bahia)
Pour les articles homonymes, voir Serrinha.
Serrinha est une ville brésilienne de l'État de Bahia.
Sa population était estimée à 82 733 habitants en 2014. La municipalité s'étend sur 568 km2.

## Sport
La ville dispose de nombreuses installations sportives, parmi lesquelles le stade Mariano Santana, qui accueille la principale équipe de football de la ville, le Serrinha Esporte Clube.